# Microsilica
Microsilica of silica fume is een bijproduct van de productie van silicium voor onder andere geïntegreerde schakelingen. Het bestaat uit zeer kleine amorfe silica-bolletjes van gemiddeld 200 nm doorsnede, en is omwille van zijn fijnheid en hoog specifiek oppervlak (15-30 m2/g) een reactief puzzolaan (het neemt deel in de puzzolane reactie waarin het reageert met de calciumhydroxide vrijgezet bij de hydratatie van cement ter vorming van gehydrateerde reactieproducten met bindende eigenschappen).
De stof wordt vooral in de betonindustrie gebruikt en wordt aan een betonmengsel toegevoegd om een hogere sterkte te bereiken. De holtes tussen de grotere cementdeeltjes worden opgevuld met de microsilica, waardoor een betere 'packing' of vulling ontstaat (en aldus een hogere sterkte bereikt kan worden: hogesterktebetons). Hierdoor ontstaat ook een beton met een hogere duurzaamheid: door de veel kleinere holtes is het beton minder doorlaatbaar en beter bestand tegen het indringen van potentieel schadelijke oplossingen die bijvoorbeeld chloriden of sulfaten kunnen bevatten en kunnen leiden tot expansie en scheuren van het beton.

## Silica fume in beton
Silica fume, ook gecondenseerd microsiliciumdioxide genoemd, is een bijproduct van de vervaardiging van silicium en ferrosiliciumlegeringen. Deze worden bekomen door reductie van kwarts in elektrische inductieovens waar de temperatuur oploopt tot 2000 °C. De tijdens het productieproces opstijgende damp bevat zeer fijne siliciumdeeltjes die tijdens de afkoeling oxideren en condenseren in de vorm van uiterst kleine sferische deeltjes. Over het algemeen bevat silica fume meer dan 80 % siliciumdioxide (SiO2) en indien het afkomstig is van de productie van zuiver silicium loopt dit gehalte op tot ongeveer 95 %. De combinatie van dit hoge SiO2-gehalte, de amorfe toestand ervan en de extreem hoge fijnheid (gemiddelde diameter 0,1 µm), zorgen voor een zeer hoge puzzolane activiteit.
De efficiëntiefactor ten opzichte van cement bedraagt 2 tot 3. Dit betekent dat 1 kg silica fume een even hoge sterkte-bijdrage levert als 2-3 kg cement. De kostprijs is evenwel drie- tot vijfmaal de cementprijs. De bijdrage tot de sterkte-ontwikkeling heeft vooral tussen 3 en 28 dagen plaats, dus vroeger dan bij vliegas. De maximale dosering is meestal 10 % van de cementmassa.
In bovenstaande figuur is de korrelverdeling van silica fume schematisch aangegeven. De gemiddelde diameter is ongeveer honderdmaal kleiner dan deze van vliegas en cement. De specifieke oppervlakte wordt bepaald via de zogenaamde BET-methode (DIN 66131) en dient volgens de Noorse norm NS 3045 minimaal 12 000 m2/kg te bedragen. Meestal vindt men echter waarden in het gebied 20 000–25 000 m2/kg. De absolute volumemassa bedraagt meestal 2200 kg/m3 en in sommige gevallen 2400 of 2600 kg/m3. De schijnbare volumemassa bedraagt slechts 200–250 kg/m3 en silica fume is dan ook zeer moeilijk transporteerbaar. Dikwijls wordt het onder de vorm van een "slurry" geleverd waarbij er evenveel water aan toegevoegd wordt. De dichtheid van deze slurry is meestal begrepen tussen 1,3 en 1,4.
Naast de bijzonder grote invloed op de druksterkte van beton bekomt men ook een veel kleinere permeabiliteit zodat de weerstand tegen chemische aantasting sterk verbeterd wordt. Dit effect is voornamelijk te wijten aan het feit dat silica fume, gezien de kleine korrelafmetingen, sterk poriëndichtend is. Ook de afslijtingsweerstand van beton met silica fume is hoger.
Silica fume zorgt voor een verminderde neiging tot ontmenging en uitzweten. De grotere samenhang heeft tot gevolg dat bij gelijkblijvend watergehalte de betonspecie stugger wordt en minder goed verwerkbaar. Dit is evenwel gunstig bij het pompen en spuiten van beton. Om een gelijkblijvende consistentie te bekomen dient meer water of meer superplastificeerder toegevoegd te worden. Wegens de geringere uitzetting bestaat een grotere neiging tot plastische krimp.
Het eerste gebruik van silica fume in beton vond plaats in Noorwegen in 1950. Het is evenwel vanaf de 1970-er jaren dat het meer frequent gebruikt wordt, alhoewel enkel voor speciale toepassingen en meer bepaald dan in beton met hoge sterkte.